# Lepidonotus ambigua
Lepidonotus ambigua är en ringmaskart som beskrevs av Knox 1960. Lepidonotus ambigua ingår i släktet Lepidonotus och familjen Polynoidae.
Artens utbredningsområde är havet kring Nya Zeeland. Inga underarter finns listade i Catalogue of Life.